# 2912 Lapalma
2912 Lapalma eller 1942 DM är en asteroid i huvudbältet som upptäcktes den 18 februari 1942 av den finska astronomen Liisi Oterma vid Storheikkilä observatorium. Den har fått sitt namn efter den spanska ön La Palma.
Asteroiden har en diameter på ungefär 6 kilometer.